# Emanuel Scrope Howe
Le lieutenant-général Emanuel Scrope Howe (v. 1663-26 septembre 1709), de The Great Lodge, Forêt d'Alice Holt, Hampshire, est un diplomate anglais, officier de l'armée et député.

## Biographie
Il est le quatrième fils de John Grobham Howe de Langar dans le Nottinghamshire ; son frère aîné, Scrope Howe, est un éminent politicien whig et est élevé à la pairie en tant que vicomte Howe en 1701. Emanuel Howe est nommé valet de la chambre à coucher en 1689 en récompense de son soutien à Guillaume III, et a occupé le poste tout au long du règne du roi. Il reçoit également une commission dans les Grenadier Guards et sert en Flandre où il est blessé lors du siège de Namur en 1695. Il achète un poste de colonel en 1695, et devient colonel du 15e régiment de fantassins jusqu'à sa mort. Il est promu brigadier-général en 1704, major-général en 1707 et lieutenant-général l'année de sa mort, 1709. Il est premier commissaire aux prix de 1703 à 1705, et envoyé extraordinaire auprès de l'électeur de Hanovre entre 1705 et 1709, surmontant avec succès les relations tendues entre les familles régnantes anglaises et hanovriennes pour maintenir Hanovre dans la Ligue d'Augsbourg.
Il entre au Parlement en 1701 en tant que député de Morpeth, élu sur recommandation du comte de Carlisle pour soutenir les Whigs de la Cour, et en 1705, il représente également Wigan. Il est enregistré comme participant à un seul débat.

## Ranger de la forêt royale d'Alice Holt

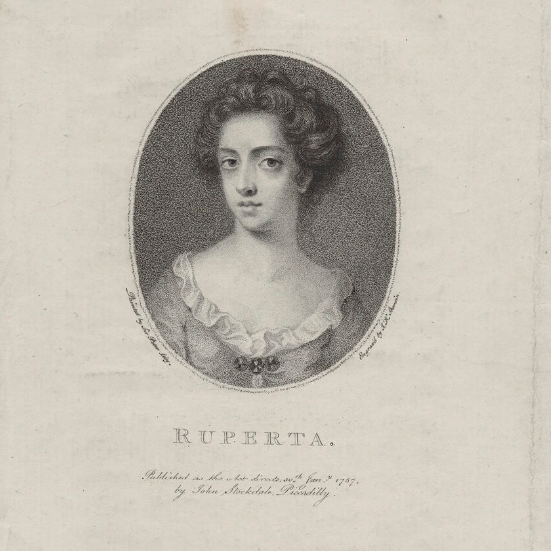
Ruperta Howe

Il épousa Ruperta Howe, la fille naturelle du prince Rupert du Rhin, en 1695. Ils ont été nommés conjointement "Rangers de la Forêt d'Alice Holt " à partir de 1699, une sinécure. Ils avaient trois fils et deux filles. Après la mort de Howe, Ruperta a continué comme "Ranger of The Holt" jusqu'en 1740.
Scrope-Howe n'était pas content quand, après avoir dépensé 1 200 £ pour des réparations à la Grande Loge comme demandé par le roi William, le roi a refusé à plusieurs reprises de le rembourser.
Il a tenté des réintroductions ambitieuses dans la forêt, y compris du sanglier et - dépassant les simples réintroductions - même des buffles, mais celles-ci ont succombé au braconnage qui était endémique à Alice Holt et dans la forêt voisine de Woolmer à l'époque. Ruperta a planté un chêne près du Lodge en mémoire de son défunt père, le prince Rupert, qui a été remplacé dans les années 1960 par une pierre commémorative. Le bâtiment actuel de la Loge date des années 1810 mais se dresse sur le site de la Grande Loge occupée par Emanuel et Ruperta.